# Heliopsis longipes
Espèce
Heliopsis longipes, connu en espagnol sous le nom de chilcuas, est une espèce de plantes à fleurs de la famille des Asteraceae, endémique du Mexique. Elle connaît bien d'autres noms, tels que pelitre, raíz de oro (« racine d'or ») ou chilcuague. Ce dernier vocable provient du terme náhuatl Chilmecatl qui signifie chile de mecate (littéralement « piment de corde »), nom qu'il doit à la minceur couplée de solidité caractérisant ses racines. Cet arbuste est encore par ailleurs appelé Chilquahuitl.

## Description

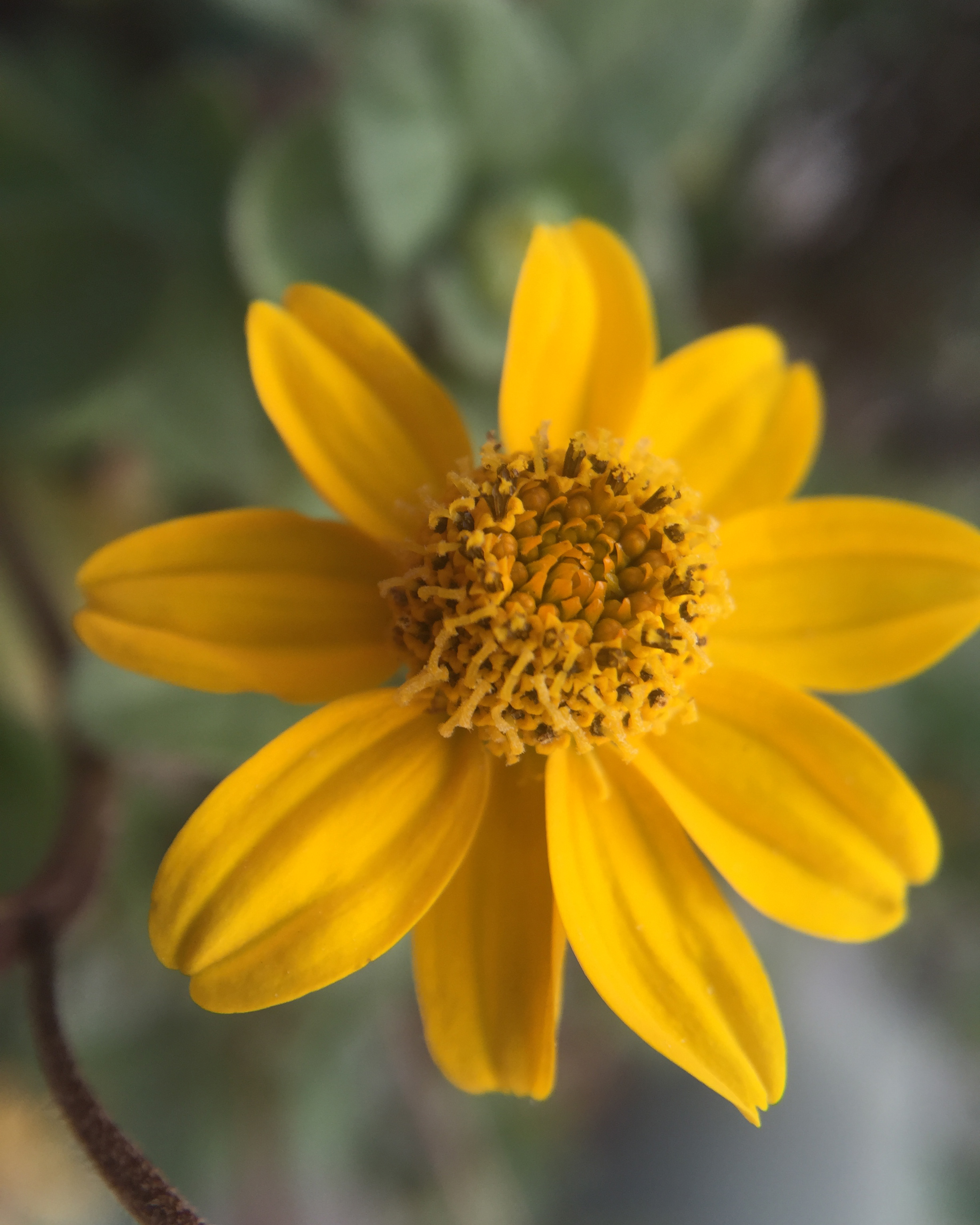
Fleur.

C'est une plante herbacée qui mesure entre 50 et 70 cm de hauteur. Les fleurs, au réceptacle ligneux et jaunâtre, sont de couleur jaune, ce qui s'explique par l'hermaphrodicité de ses deux types (ligulée et tubulée). Pour ce qui est de l'inflorescence, on parle d'une distribution en capitules, aucune ne dépassant le centimètre. Les ligules sont marcescentes et sessiles tandis que les akènes des deux types de fleur sont tri- ou quadrangulaires. Ses feuilles mesurent de 2 à 4 cm, sont ovales et sortent en deux tiges qu'on pourrait confondre si elles ne partaient pas en des directions opposées. Les marges de la feuille peuvent être soit en dents de scie, soit crénelées.

## Composition chimique
Conformément au livre Las plantas medicinales de México : la plante contient un alcaloïde appelé afinina, lequel est connu pour ses propriétés antibiotiques, antifongiques, analgésiques, antiseptiques, anesthésiques, sialogogues, cicatrisantes et insecticides.

## Répartition
C'est une plante endémique de l'état de Guanajuato, au Mexique. On la trouve aussi dans les états adjacents de San Luis Potosí et Querétaro.

## Utilisation
La racine se mâche pour anesthésier la langue et soulager les douleurs aux molaires et à la gorge. Elle a des propriétés antibiotiques (on l'utilise traditionnellement en cas d'infection à la gorge, pharyngite, amygdalite, laryngite, œsophagite, gingivite) et est également reconnue en tant que puissant antifongique (s'utilise traditionnellement contre le pied d'athlète, les pellicules et la candidose). De plus, c'est un analgésique, un antiseptique, un anesthésique (s'utilise traditionnellement pour soulager les bébés lorsqu'ils souffrent de l'apparition de leurs premières dents), et présente d'excellents résultats en application sur les piqûres d'abeille, de guêpe ou d'araignée. On l'utilise en outre pour condimenter des mets et des boissons alcoolisées. Après avoir été mâchée et avalée, la racine possède des propriétés dépuratives. Elle produit d'abondantes sécrétions de fluides corporels tels que la salive, la sudation et l'urine en raison de son influence sur la glande submandibulaire. Les Chichimèques s'en servaient à la fois comme condiment et comme médecine naturelle. Le mot chilcuague tient son origine du nahuatl : on lui avait auparavant donné le nom de chilcoatl (chil, « piment ») parce qu'elle piquait et coatl (« serpent ») pour la forme serpentine de sa racine). Sur les marchés on lui attribua, parmi tant d'autres, les noms suivants : hierba de la muela (« herbe de la molaire »), chil cuas, chilcuan, chilcmecatl, raíz azteca (« racine aztèque »), raíz de oro, chile de palo, palo de duende.
Lors de sa mastication, la racine a un effet sialogogue ; cette stimulation de la production salivaire génère divers effets dans l'organisme. Parmi eux, ceux produits par les enzymes digestifs présents dans la salive (amylase et lipase), son effet tampon ou amortisseur aidant à rendre neutre le pH de l'estomac et de la cavité buccale.

## Systématique
L'espèce est décrite en premier par le botaniste américain Asa Gray en 1880, qui la classe dans le genre Philactis sous le basionyme Philactis longipes. Elle est déplacée en 1924 dans le genre Heliopsis, sous le nom correct Heliopsis longipes, par un autre botaniste américain, Sidney Fay Blake,,,.
Heliopsis longipes a donc pour synonymes,,, :
- Philactis longipes A.Gray